# Golar
Golar je priimek v Sloveniji, ki ga je po podatkih Statističnega urada Republike Slovenije na dan 1. januarja 2010 uporabljalo 32 oseb in je med vsemi priimki po pogostosti uporabe uvrščen na 9.991. mesto.

## Znani nosilci priimka
- Cvetko Golar (1879—1965), književnik (pesnik, pisatelj, dramatik)
- Manko Golar (1911—1988), mladinski književnik